# Le Juge (feuilleton télévisé)
 (septembre 2022).
La mise en forme du texte ne suit pas les recommandations de Wikipédia : il faut le « wikifier ».
Les points d'amélioration suivants sont les cas les plus fréquents :
- Les titres sont pré-formatés par le logiciel. Ils ne sont ni en capitales, ni en gras.
- Le texte ne doit pas être écrit en capitales (les noms de famille non plus), ni en gras, ni en italique, ni en « petit »…
- Le gras n'est utilisé que pour surligner le titre de l'article dans l'introduction, une seule fois.
- L'italique est rarement utilisé : mots en langue étrangère, titres d'œuvres, noms de bateaux, etc.
- Les citations ne sont pas en italique mais en corps de texte normal. Elles sont entourées par des guillemets français : « et ».
- Les listes à puces sont à éviter, des paragraphes rédigés étant largement préférés. Les tableaux sont à réserver à la présentation de données structurées (résultats, etc.).
- Les appels de note de bas de page (petits chiffres en exposant, introduits par l'outil «  Source ») sont à placer entre la fin de phrase et le point final[comme ça].
- Les liens internes (vers d'autres articles de Wikipédia) sont à choisir avec parcimonie. Créez des liens vers des articles approfondissant le sujet. Les termes génériques sans rapport avec le sujet sont à éviter, ainsi que les répétitions de liens vers un même terme.
- Les liens externes sont à placer uniquement dans une section « Liens externes », à la fin de l'article. Ces liens sont à choisir avec parcimonie suivant les règles définies. Si un lien sert de source à l'article, son insertion dans le texte est à faire par les notes de bas de page.
- La présentation des références doit suivre les conventions bibliographiques. Il est recommandé d'utiliser les modèles {{Ouvrage}}, {{Chapitre}}, {{Article}}, {{Lien web}} et/ou {{Bibliographie}}. Le mode d'édition visuel peut mettre en forme automatiquement les références.
- Insérer une infobox (cadre d'informations à droite) n'est pas obligatoire pour parachever la mise en page.

Pour une aide détaillée, merci de consulter Aide:Wikification.
Si vous pensez que ces points ont été résolus, vous pouvez retirer ce bandeau et améliorer la mise en forme d'un autre article.
Pour les articles homonymes, voir Le Juge.
Le Juge est un téléfilm franco-belge en deux épisodes réalisé par Vincenzo Marano et diffusé le 23 et 30 mai 2005 sur TF1. Le DVD sort le 9 juin 2005. 

## Synopsis
Un juge d'instruction interprété par Francis Huster semble lutter seul contre la mafia marseillaise. Alors qu'il échappe de peu à un attentat, il est mis sous la protection d'un capitaine du GIPN de Paris, Marc Steiner joué par Vincent Perez. Il s'avère que Marc Steiner n'est pas inconnu, ni pour le juge, ni pour sa femme Judith, incarnée par Natacha Amal. A mesure que l'enquête avance, les souvenirs de ce triangle amoureux refont surface. 

## Fiche technique
- Réalisation : Vincenzo Marano
- Scénario, dialogues : Thierry Aguila, Philippe Setbon
- Musique : Frédéric Porte

## Distribution[2]
- Francis Huster : le juge
- Vincent Perez : Marc Steiner
- Natacha Amal : Judith
- Eliott Parillaud : Joseph
- Gérard Dubouche : Francisco
- Vanessa Larré : Emma
- Robert Hossein : Marino
- Christian Mazzuchini : Claude Finat
- Gianni Giardinelli : Luc Quintana
- Antoine Basler : Tony Varage
- Candice Hugo : Sophia La Brune
- Yves Michel : Moustache
- Laurence Cormerais : Élise Marchand
- David Walter : Dieudonné
- Marc Samuel : Tucci
- Jay Benedict : Coolidge
- Manoëlle Gaillard : Mortier
- Gérard Bayle : Peeters
- Patrick Albenque : Calavegna
- Jean-Louis Loca : Orsetta

## Un personnage coup de cœur pour Francis Huster
Lors de la lecture du scénario, Francis Huster a été séduit, tant par son personnage que par l'histoire du téléfilm. Une vraie complicité s'est installée entre l'acteur et le réalisateur Vincenzo Marano. Il s'agit également d'une première collaboration entre Huster et Vincent Perez avec lequel il rêve de rejouer selon ses dires.

## Un premier rôle à la télé pour Vincent Perez
Le comédien Vincent Perez incarne pour la première fois un rôle dans une série télévisée. Il dit avoir été emballé par ce personnage de garde du corps qui lui correspond davantage à 40 ans que tous les rôles qu'on peut lui proposer au cinéma.